# Coral-vermelho
O coral-vermelho (Corallium rubrum) é um animal invertebrado marinho da família dos coralídeos, endémica do Mediterrâneo e do Oceano Atlântico entre Portugal e Cabo Verde. Desde 2021 é uma espécie protegida em Portugal, sendo proibida a sua apanha, detenção ou venda.

## Descrição
O coral-vermelho vive em colónias arborescentes, a profundidades entre 10 e 200 metros, atingindo uma longevidade de cerca de 100 anos. O seu esqueleto vermelho é muito utilizado em joalharia, tendo um grande valor comercial.

## Anatomia
Tal como outras alcionáceas, os corais vermelhos assumem a forma de pequenos arbustos sem folhas e atingem até um metro de altura. O seu valioso esqueleto é constituído por espículas entrelaçadas de carbonato de cálcio sólido, coloridas em tons de vermelho por pigmentos carotenóides. Nos espécimes vivos, os ramos esqueléticos estão cobertos por um revestimento vermelho vivo e macio, do qual sobressaem numerosos pólipos brancos e extensos. Os pólipos possuem uma simetria radial octamérica. 

## Na cultura
A origem do coral é explicada na mitologia grega pela história de Perseu. Petrificado, Kitus, o monstro marinho que ameaçava Andrómeda, Perseu colocou a cabeça da Medusa na margem do rio enquanto lavava as mãos. Quando lhe extraiu a cabeça, viu que o seu sangue tinha transformado as algas (nalgumas versões os juncos) em coral vermelho. Assim, a palavra grega para coral é "Gorgeia", uma vez que a Medusa era uma das três Górgonas.
Poseidon vivia num palácio de coral e pedras preciosas, e Hefesto começou por fazer a sua obra de coral. 
Os romanos acreditavam que o coral podia proteger as crianças de perigos, bem como curar feridas infligidas por cobras e escorpiões e diagnosticar doenças pela sua mudança de cor.

## Como uma joia
O coral vermelho vivo é apreciado como uma pedra preciosa. O esqueleto duro dos ramos de coral vermelho é naturalmente mate, mas pode ser polido até obter um brilho vítreo. Tem uma gama de tons quentes de rosa avermelhado, do rosa pálido ao vermelho escuro; a palavra coral também é utilizada para designar estas cores. Devido à sua coloração e brilho intensos e persistentes, os esqueletos de coral precioso têm sido recolhidos desde a antiguidade para uso decorativo. As jóias de coral foram encontradas em antigos enterros egípcios e europeus pré-históricos, e continuam a ser feitas até hoje. Foi particularmente popular durante a era vitoriana.